# Propel
Propel es un kit de mapeo objeto-relacional (ORM) de código abierto escrito en PHP. Es además una parte integral del framework Symfony y su ORM por defecto hasta la versión 1.2 inclusive.

## Historia
El proyecto Propel se inició en agosto del 2003, con la disponibilidad de la versión beta de PHP 5. Con la versión 5, PHP finalmente fue capaz de proveer un nivel de soporte para programación orientada a objetos que hiciera posible proyectos como Propel y creara una demanda para estos componentes hasta ahora desaparecidos de arquitectura orientada a objetos a gran escala. Propel se basó originalmente en el proyecto Apache Torque, que era un proyecto ORM del lenguaje Java.

## Características
La función primaria de Propel es proveer un mapa entre las clases de PHP y tablas de bases de datos. Para lograr esto, Propel incluye un componente generador que usa generación de código fuente para construir clases PHP basadas en una definición de modelo de datos (datamodel definition) escrita en XML. Propel también incluye un componente de ejecución que maneja conexiones, transacciones y cualquier regla de idiosincrasia  que describa el funcionamiento del RDBMS que este siendo usado con Propel. 